# Wijken en buurten in Ten Boer
De Nederlandse gemeente Ten Boer is voor statistische doeleinden onderverdeeld in wijken en buurten. De gemeente is verdeeld in de volgende statistische wijken:
- Wijk 00 West (CBS-wijkcode:000900)
- Wijk 01 Oost (CBS-wijkcode:000901)

Een statistische wijk kan bestaan uit meerdere buurten. Onderstaande tabel geeft de buurtindeling met kentallen volgens het Centraal Bureau voor de Statistiek (2008):
| CBS-buurtcode | Buurtnaam                                        | Inwonertal | Opp. totaal (ha) | Opp. land (ha) | Ligging                |
| ------------- | ------------------------------------------------ | ---------- | ---------------- | -------------- | ---------------------- |
| BU00090000    | Ten Boer                                         | 4250       | 173              | 171            | Locatie in de gemeente |
| BU00090001    | Garmerwolde                                      | 450        | 72               | 70             | Locatie in de gemeente |
| BU00090002    | Thesinge                                         | 450        | 71               | 70             | Locatie in de gemeente |
| BU00090003    | Sint-Annen                                       | 140        | 53               | 53             | Locatie in de gemeente |
| BU00090005    | Achter-Thesinge en Bovenrijge                    | 100        | 128              | 127            | Locatie in de gemeente |
| BU00090009    | Verspreide huizen ten noorden van het Eemskanaal | 420        | 2599             | 2574           | Locatie in de gemeente |
| BU00090100    | Ten Post                                         | 720        | 84               | 81             | Locatie in de gemeente |
| BU00090101    | Winneweer (gedeeltelijk)                         | 120        | 17               | 16             | Locatie in de gemeente |
| BU00090102    | Woltersum                                        | 330        | 38               | 37             | Locatie in de gemeente |
| BU00090104    | Wittewierum                                      | 60         | 47               | 47             | Locatie in de gemeente |
| BU00090106    | Lellens                                          | 60         | 28               | 28             | Locatie in de gemeente |
| BU00090109    | Verspreide huizen ten noorden van het Eemskanaal | 170        | 1263             | 1253           | Locatie in de gemeente |